# Сипени (Васлуј)
Сипени (рум. Sipeni) насеље је у Румунији у округу Васлуј у општини Блађешти. Oпштина се налази на надморској висини од 191 m.

## Становништво
Према подацима из 2002. године у насељу је живело 160 становника, од којих су сви румунске националности.